# Luis Represas
Luis Represas est un chanteur et compositeur portugais né à Lisbonne le 24 novembre 1956. Il est célèbre pour sa collaboration avec Phil Collins en 1999 pour chanter la version portugaise des musiques du film Tarzan de Walt Disney. À part chanter, il joue aussi de la guitare (il a eu sa première guitare à l'âge de 13 ans).